# Santo André (Estremoz)
Santo André era uma das duas freguesias urbanas do município de Estremoz, com 0,6 km² de área e 2 378 habitantes (2011). Densidade: 3 963,3 hab/km².
Era uma das poucas freguesias portuguesas territorialmente descontínuas, assumindo essa descontinuidade uma forma única no contexto português: por um lado, coisa raríssima em Portugal, era uma freguesia-enclave, estando totalmente rodeada pelo território da antiga freguesia de Santa Maria (cerca de 80 vezes mais extensa do que ela); por outro lado, coisa única no país, a própria freguesia de Santo André tinha um enclave dentro dos seus limites, pertencendo esse território precisamente à freguesia circundante de Santa Maria (sendo, por isso, um contra-enclave da freguesia de Santa Maria). Concretamente, os limites da antiga freguesia de Santo André coincidiam com os da antiga cidade de muralhada de Estremoz — que estava totalmente rodeada pelo território da outra antiga freguesia urbana da cidade (Santa Maria) —, mas excluíam o próprio Castelo de Estremoz (que ocupa perto de 1/10 da área da cidade muralhada), que pertencia à freguesia de Santa Maria.
A freguesia de Santo André foi extinta em 2013, no âmbito da reforma administrativa nacional desse ano, para, em conjunto com Santa Maria, formar uma nova freguesia denominada União das Freguesias de Estremoz (Santa Maria e Santo André), desta forma acabando o único contra-enclave existente em Portugal.

## População

Antigas freguesias que deram origem União das Freguesias e Estremoz (Santa Maria e Santo André).

| População da freguesia de Estremoz (Santo André) | População da freguesia de Estremoz (Santo André) | População da freguesia de Estremoz (Santo André) | População da freguesia de Estremoz (Santo André) | População da freguesia de Estremoz (Santo André) | População da freguesia de Estremoz (Santo André) | População da freguesia de Estremoz (Santo André) | População da freguesia de Estremoz (Santo André) | População da freguesia de Estremoz (Santo André) | População da freguesia de Estremoz (Santo André) | População da freguesia de Estremoz (Santo André) | População da freguesia de Estremoz (Santo André) | População da freguesia de Estremoz (Santo André) | População da freguesia de Estremoz (Santo André) | População da freguesia de Estremoz (Santo André) |
| ------------------------------------------------ | ------------------------------------------------ | ------------------------------------------------ | ------------------------------------------------ | ------------------------------------------------ | ------------------------------------------------ | ------------------------------------------------ | ------------------------------------------------ | ------------------------------------------------ | ------------------------------------------------ | ------------------------------------------------ | ------------------------------------------------ | ------------------------------------------------ | ------------------------------------------------ | ------------------------------------------------ |
| 1864                                             | 1878                                             | 1890                                             | 1900                                             | 1911                                             | 1920                                             | 1930                                             | 1940                                             | 1950                                             | 1960                                             | 1970                                             | 1981                                             | 1991                                             | 2001                                             | 2011                                             |
| 4 809                                            | 5 419                                            | 4 808                                            | 5 402                                            | 5 512                                            | 5 683                                            | 5 985                                            | 6 159                                            | 6 291                                            | 5 557                                            | 5 133                                            | 4 281                                            | 3 293                                            | 2 978                                            | 2 378                                            |

## Património
- Claustro da Misericórdia de Estremoz ou Claustro do Convento das Maltesas
- Igreja de São Francisco (Estremoz), compreendendo o túmulo de Esteves Gatuz
- Capela de D. Fradique de Portugal
- Portas e baluartes da segunda linha de fortificações (século XVII)
- Pelourinho de Estremoz
- Teatro Bernardino Ribeiro ou Teatro Bernardim Ribeiro
- Convento dos Congregados (Câmara Municipal de Estremoz, Biblioteca Municipal de Estremoz, Museu de Arte Sacra de Estremoz)
- Cruzeiro de São Francisco de Estremoz
- Cruzeiro da Misericórdia de Estremoz
- Palácio dos Henriques ou Palácio Tocha
- Café Águias de Ouro

## Galeria

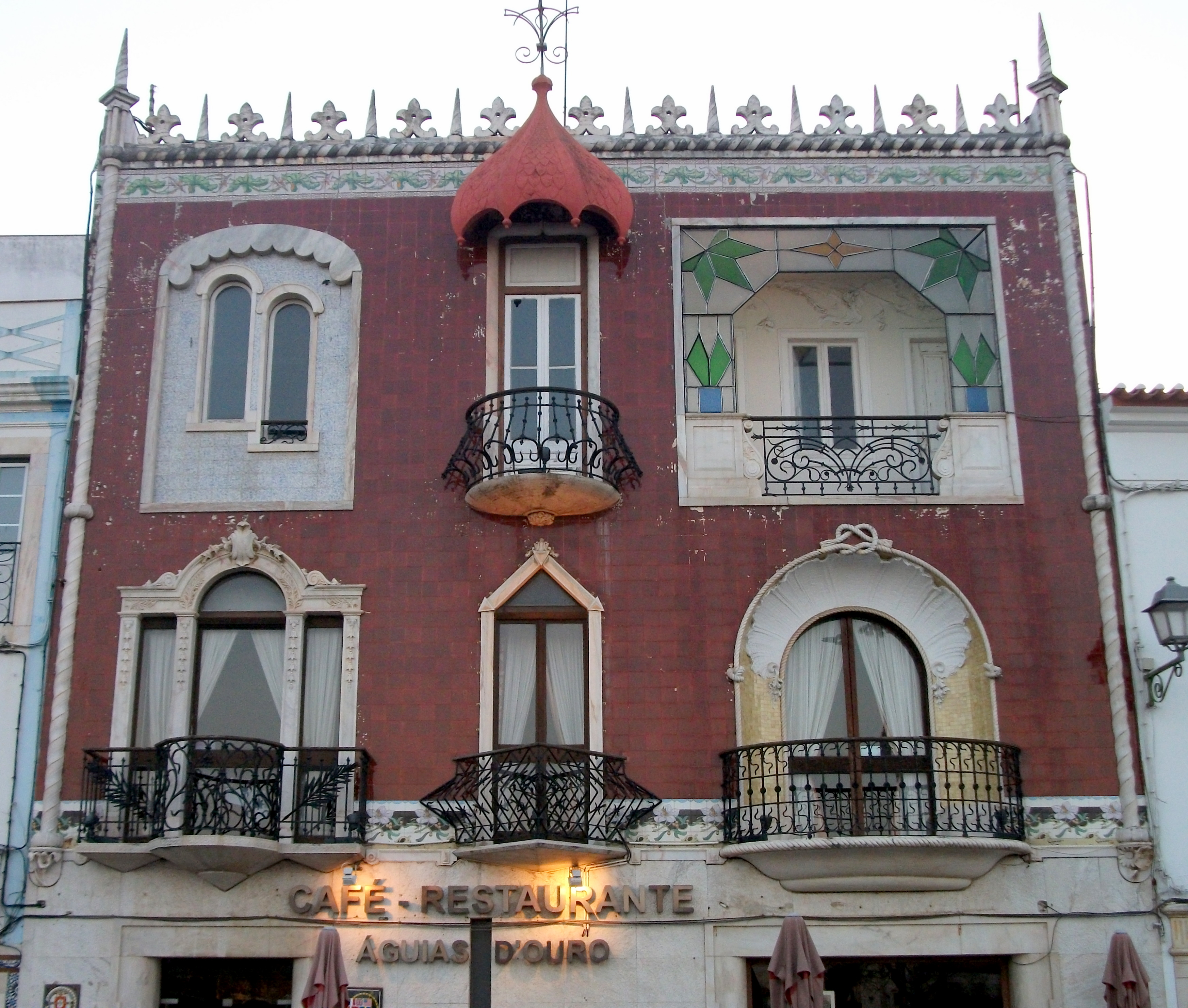
Edifício do Café Águias D'Ouro.